# Caballero villano

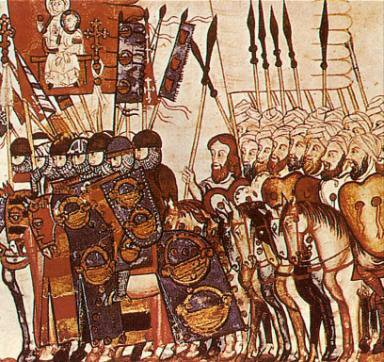
Miniatura de la Reconquista.

Los caballeros-villanos fueron una tropa medieval hispánica, característica de Castilla, surgida a raíz de la concesión de fueros. El Fuero de Castrojeriz del año 974 fue el primero de ellos.

## Creación
A cambio de los privilegios asentados en los fueros, los consejos tenían el deber de auxilium o ayuda militar para con la persona que lo hubiese concedido (principalmente el conde de Castilla o el rey de León). Esta ayuda militar, en forma de milicias concejiles, se organizó en dos tropas: los peones (a pie) y los caballeros villanos. Los habitantes del concejo que pudiesen permitirse un caballo integraban sus filas. Debido a su importancia táctica (caballería de carga con lanza) y su posición en las tierras repobladas de las extremaduras, los caballeros villanos ganaron privilegios y llegaron a ser equiparados legalmente a los infanzones, la baja nobleza (aunque sin privilegios nobiliarios).

## Batallas

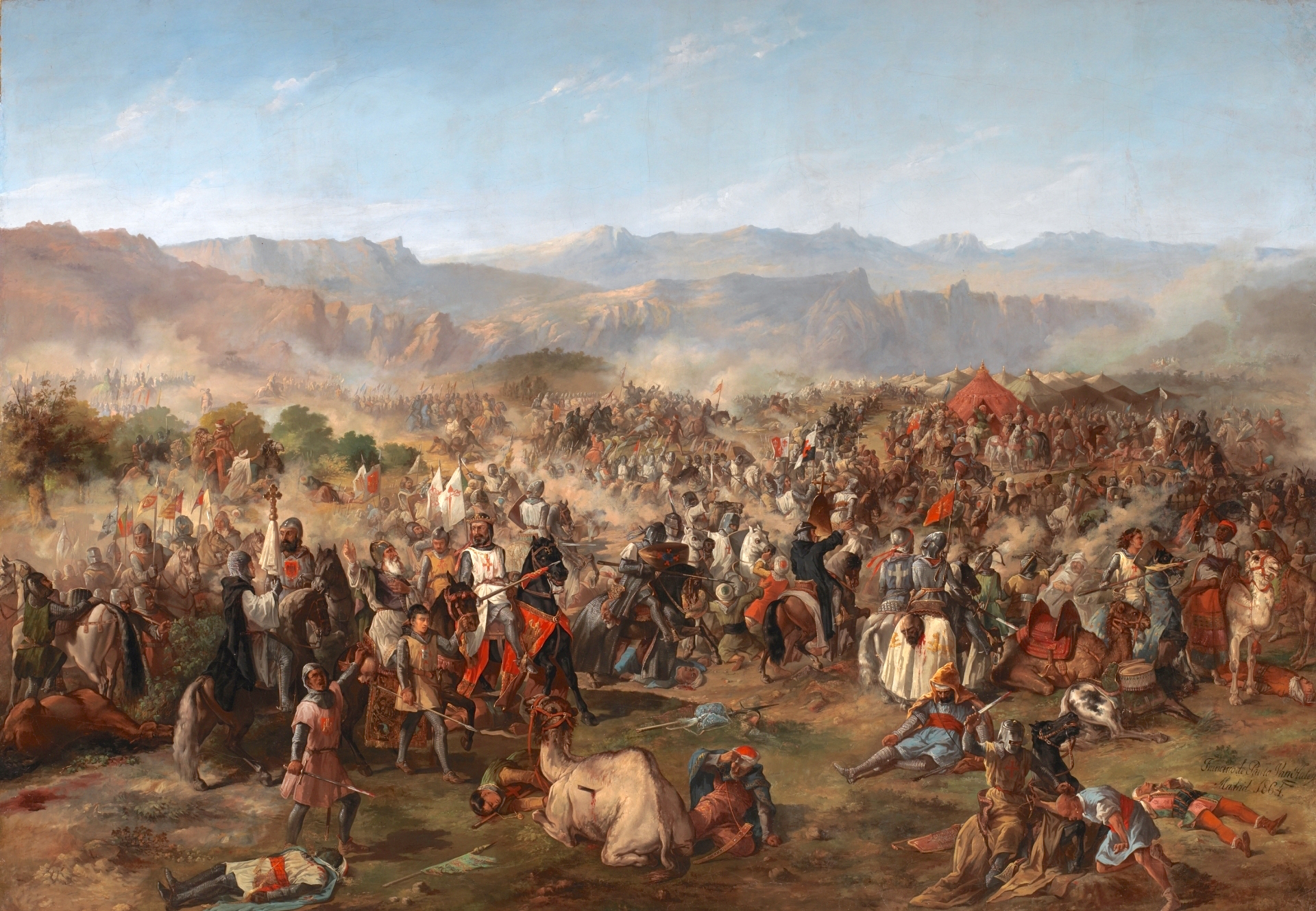
Batalla de Las Navas de Tolosa, de Van Halen, expuesta en el palacio del Senado (Madrid). Pintura al óleo.

Los caballeros villanos cumplieron una destacada actuación en campañas decisivas de la Reconquista: las batallas de Uclés (1086), Alarcos (1195), Las Navas de Tolosa  (1212) y del Salado (1340).

## Privilegios
El caballero villano pertenecía a la clase feudal, por el lugar que ocupaba y la función que desempeñaba pero no pertenecía al estamento de la nobleza. Tenía ciertos privilegios, como la exención de tributos cuando adquiría o ganaba heredades, lo que le diferenciaba de los burgueses y campesinos. Se diferenciaban de la nobleza porque conseguían tierras por presura, a diferencia de aquella, que las conseguían por cesión real.